# 6949 Zissell
A 6949 Zissell (ideiglenes jelöléssel 1982 RZ) a Naprendszer kisbolygóövében található aszteroida. Oak Ridge Obszervatórium fedezte fel 1982. szeptember 11-én.